# Lauro Corona
Lauro Corona, all'anagrafe Lauro Del Corona (Rio de Janeiro, 6 luglio 1957 – Rio de Janeiro, 20 luglio 1989), è stato un attore e modello brasiliano.

## Biografia
Italo-brasiliano di Rio de Janeiro,  all'età di 16 anni lavorava come commesso nella boutique di sua madre: la dimestichezza con la moda lo convinse a intraprendere la carriera di fotomodello, che iniziò a 17. Fu scelto anche per gli spot locali di Coca-Cola e Bob's. Di lì a poco venne scoperto dal regista Marcos de Sá, che con l'aiuto del drammaturgo Ziembinski e dell'attore Paulo José riuscì a farlo apparire in un episodio del telefilm Caso Especial. Ebbe così inizio la fortunata carriera televisiva di Corona, sorretto anche da una fisicità notevole che per anni fece di lui uno degli attori più amati dalle ragazzine brasiliane. Nel 1978 fu nel cast di Dancin' Days di Gilberto Braga, telenovela che consacrò anche le attrici Lídia Brondi e Glória Pires, diventate entrambe poi sue grandi amiche: per il ruolo di Beto, vinse l'ambito premio come miglior attore al suo debutto in una telenovela.
Laurinho, come lo chiamavano i colleghi, consolidò la sua popolarità nella successiva telenovela Destini , grazie al personaggio di Cae Maia, il cui vivace look, caratterizzato in particolare da una vistosa bandana, fu a lungo copiato in tutto il Paese. Per l'attore si aprirono quindi le porte del cinema, dove offrì prove convincenti, ma i critici lo elogiarono soprattutto per il suo ruolo da protagonista nella miniserie Memórias de um Gigolô.
Dotato di una bella voce, incise alcuni singoli (pezzi pop che ottennero anche un discreto successo essendo tra l'altro abbinati a videoclip), tuttavia non pubblicò nessun album preferendo concentrarsi sulla recitazione.
Nel 1987 lavorò in Diritto di amare, la sua unica telenovela da protagonista.
Fu uno dei primi vip brasiliani a morire per complicazioni dovute al virus dell'AIDS, che probabilmente contrasse già a metà degli anni '80. Le sue condizioni peggiorarono durante la lavorazione della telenovela Vida Nova, dove egli era stato scritturato per interpretarvi un giovane portoghese trapiantato in Brasile: Corona dovette abbandonare la produzione, e il suo personaggio uscì bruscamente di scena con un'improvvisa partenza per Israele (nell'ultima sequenza da lui girata lo si vede a bordo di un'auto nera che poi parte nella notte sotto una forte pioggia, mentre la sua voce fuori campo declama una poesia di Fernando Pessoa). Finché fu in vita, l'attore negò sempre con veemenza le insistenti voci che lo volevano sieropositivo, ma le foto che vennero diffuse nelle ultime settimane mostrarono chiaramente cosa egli avesse. A quel punto Corona si isolò dagli amici e barricatosi in casa improvvisò una cura a base di farmaci omeopatici, che contribuirono invece al tracollo finale: ricoverato d'urgenza in clinica, morì dopo 9 giorni di agonia, il 20 luglio 1989, a 32 anni compiuti da poco. 